# 邁澤科瓦奇哈佐區

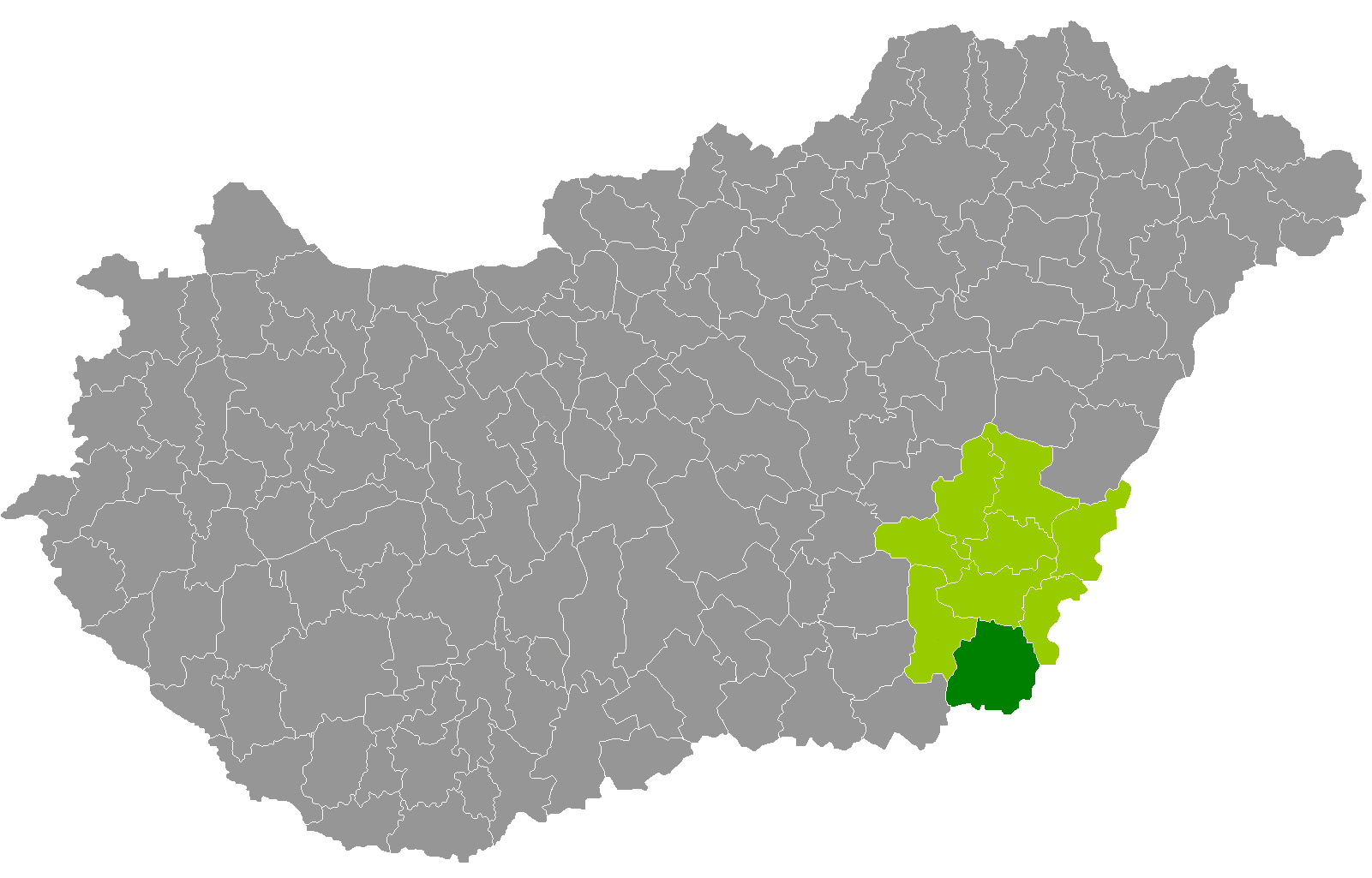

邁澤科瓦奇哈佐區（匈牙利語：Mezőkovácsházai járás），是匈牙利貝凱什州的一個區，位於該國東南部，区府設於邁澤科瓦奇哈佐，面積881平方公里，2011年人口40,550，人口密度每平方公里46人。

## 市镇
邁澤科瓦奇哈佐區包含4个城镇、两个大村和12个村庄。